# 七里荘駅

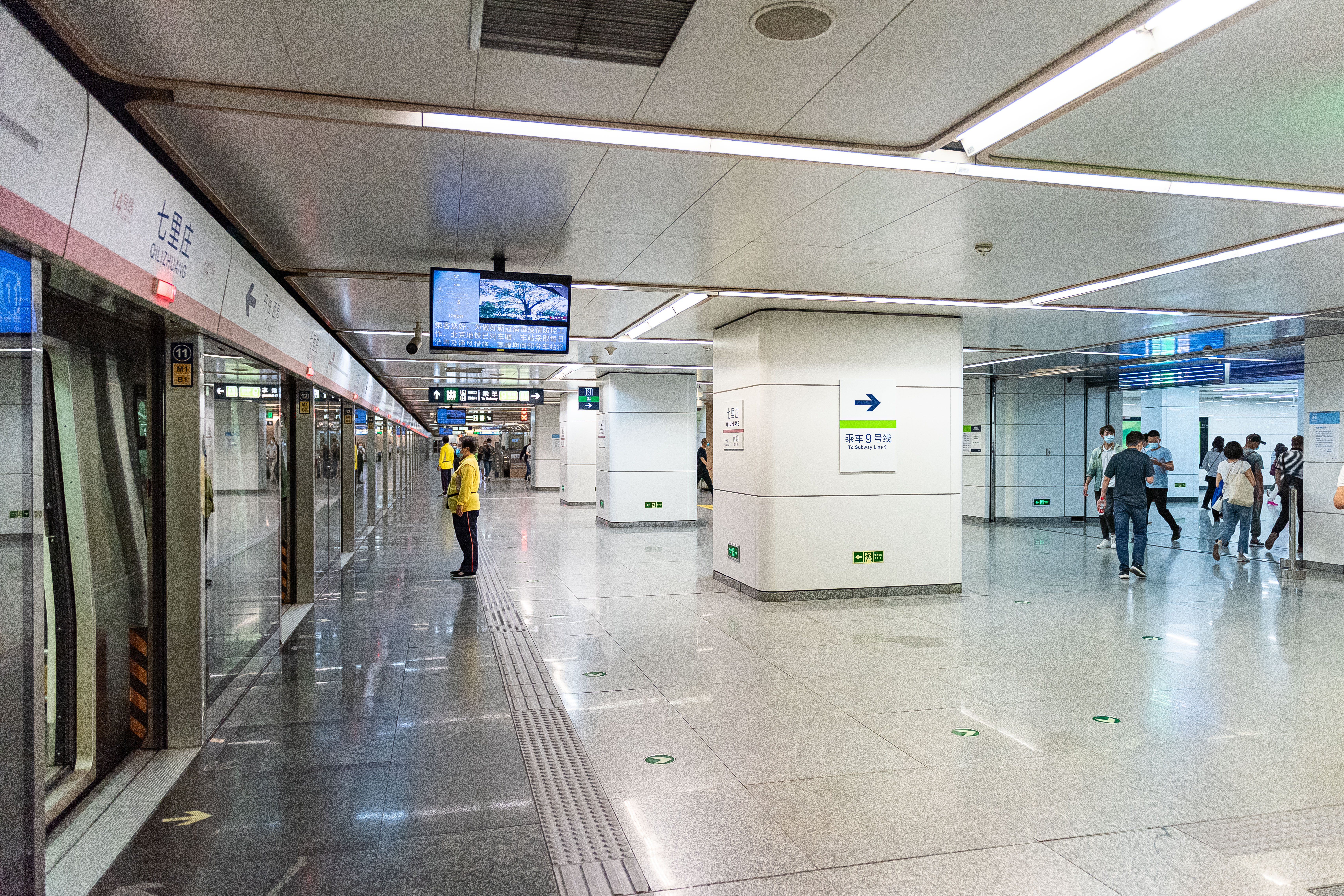
14号線ホーム

七里荘駅（しちりそうえき）とは中華人民共和国北京市豊台区に位置する北京地下鉄9号線と14号線の駅である。2013年5月5日、北京地下鉄14号線・張郭荘駅—西局駅間の開通時、当駅にも14号線の駅が設置される予定であったものの乗り換え通路が完成せず列車は当駅を通過していたが、2014年2月15日に工事が完成し乗換駅となった。また、計画当時の駅名は豊台北路駅であった。

## 駅構造
9号線は島式ホーム1面2線を有しており、14号線は階別の相対式ホーム2面2線となる予定であり、14号線両ホームに9号線ホームが挟まれる形になる予定である。

## 歴史
- 2011年12月31日 - 9号線開業。
- 2014年2月15日 - 14号線開業。

## 隣の駅
北京地下鉄
■9号線
六里橋駅 - 七里荘駅- 豊台東大街駅
■14号線
大井駅 - 七里荘駅 - 西局駅